# Neonikotynoidy
Neonikotynoidy – związki chemiczne klasyfikowane jako neuroaktywne insektycydy, chemicznie spokrewnione z nikotyną. Najbardziej znane z nich są imidakloprid, klotianidyna i tiametoksam. Rozwój tej klasy insektycydów rozpoczął się w latach 80. przez kompanię Shell oraz w 90. przez Bayer. Neonikotynoidy zostały stworzone przede wszystkim dlatego, że wykazywały zmniejszoną toksyczność w porównaniu z poprzednio stosowanymi insektycydami fosforanoorganicznymi i karbaminianowymi. Większość neonikotynoidów wykazuje o wiele mniejszą toksyczność u ssaków niż u owadów, jednak niektóre z nowych produktów są toksyczne. Neonikotynoidy są nową klasą insektycydów przedstawionych w ostatnich 50 latach, a imidakloprid jest obecnie najszerzej używanym insektycydem na świecie.
Ostatnimi czasy użycie kilku z tych środków zostało zakazane w części państw, w związku z udowodnieniem związku z masowym wymieraniem pszczół. W styczniu 2013 Europejski Urząd ds. Bezpieczeństwa Żywności ogłosił, że neonikotynoidy stanowią niedopuszczalnie wysokie ryzyko dla pszczół, a sponsorowane przez przemysł badania naukowe, na których agencje regulacyjne polegały mogły być wadliwe. W marcu 2013 organizacja American Bird Conservancy opublikowała przegląd 200 badań nad neonikotynoidami w oparciu o badania przemysłowe pozyskane dzięki amerykańskiej ustawie o dostępie do rządowych informacji. Organizacja ta wzywała do zakazu stosowania neonikotynoidów jako zapraw roślin z powodu ich toksyczności dla ptaków, bezkręgowców wodnych oraz pozostałej fauny i flory. Także w marcu 2013 Agencja Ochrony Środowiska (US EPA) została pozwana przez koalicję pszczelarzy oraz adwokatów ruchu ochrony przyrody i zrównoważonego rolnictwa, którzy oskarżyli agencję o wydawanie niewłaściwych ocen toksyczności i pozwalanie na rejestrację pestycydów na podstawie niewystarczających badań naukowych.

## Sposób działania
Neonikotynoidy, podobnie jak nikotyna, są agonistami nikotynowych receptorów acetylocholiny. Receptory te są ulokowane zarówno w centralnym, jak i obwodowym układzie nerwowym ssaków, jednak są ograniczone w centralnym układzie nerwowym u insektów. Mimo niskiej do umiarkowanej aktywności tych receptorów powodujących stymulacje nerwową, wysokie poziomy nadmiernie stymulują i blokują receptory. Jednak acetylocholiny esterazy nie mogą przełamać neonikotynoidów, powodując nieodwracalne oślepnięcie. Ponieważ większość neonikotynoidów znacznie silniej wiąże się z neuroreceptorami owadów niż ssaków, te insektycydy są selektywnie znacznie bardziej toksyczne dla owadów.

## Podstawy selektywności
Większość neonikotynoidów, jak imidakloprid, wykazuje małe pokrewieństwo z nikotynowymi receptorami acetylocholiny (nAChRs), podczas gdy wykazuje wysokie pokrewieństwo z nAChRs owadów. Ssaki i owady posiadają różnice w budowie nAChRs, które różnicują jak mocno poszczególne molekuły są wiązane, oraz jak wygląda zarówno kompozycja receptorów pododdziałów, jak i struktura samych receptorów. Nikotyna, jak naturalny ligand acetocholina, ma dodatnio naładowany atom azot u(N)w fizjologicznym pH. Podstawowy azot zostanie dodatnio naładowany w naturalnym roztworze wodnym, ponieważ jest protonowany przez wodę. To dodatnie naładowanie daje tym zawiązką silne wiązanie z nAChRs ssaków. W tym samym czasie, naładowanie obniża efektywność jako insektycydu, ponieważ bariera krew-mózg przeciwdziała wolnemu przepływowi jonów do centralnego układu nerwowego oraz nAChRs owadów jest obecny tylko w centralnym układzie nerwowym. Bariera krew-mózg nie zapobiega zatruciu nikotyną u ssaków, ponieważ nAChRs u ssaków jest ulokowana w obwodowym układzie nerwowym i jest potrzebna do funkcji życiowych jak oddychanie. Mała toksyczność u ssaków na imidakloprid może być wyjaśniona w dużej części przez brak naładowanego azotu atomu fizycznego pH. Ponadto nienaładowane molekuły mogą penetrować barierę krew-mózg u owadów, podczas gdy u bariera krew-mózg u człowieka stanowi zaporę. Jednak, desnitro-imidakloprid, który jest formowany w ciele ssaka podczas metabolizmu, tak samo jak załamanie środowiskowe, ma naładowany azot i wskazuje na wysokie wiązanie do nAChRs ssaków. Desnitro-imidakloprid jest także toksyczny dla myszy.
Niezależne badania wykazują, iż fotodegradacja połowy czasu życia większości neonikotynoidów wynosi około 34 dni, podczas gdy jest wystawiona na słońce. W wypadku braku słońca i aktywności mikroorganizmów może się podnieść do 1386 dni (3,8 roku). Niektórzy aktywiści są zaniepokojeni iż neonikotynoidy zaaplikowane w rolnictwie mogą akumulować się w warstwie wodonośnej.

## Historia
Nikotyna działa jako insektycyd jednak jest także toksyczna dla ssaków. W rzeczywistości nikotyna ma niższą dawkę śmiertelną dla szczurów niż dla much.
Zachęcenie do naukowych badań w celu odkrycia związków, które zachowują właściwości insektycydów nikotyny (ale miałyby selektywnie mniejszy wpływ na ssaki) zakończyło się niepowodzeniem. Prekursor nitiazyny został po raz pierwszy zsyntetyzowany przez chemików na uniwersytecie Purdue. Badacze z firmy Shell wykazali, iż ten prekursor wykazywał potencjał insektycydowy i poddawali go rafinacji aż do uzyskania nitiazyny. Nitiazyna została później wynaleziona jako postsynaptyczna acetylocholina receptora agonistycznego, co znaczy, że miała taki sam mechanizm akcji jak nikotyna. Nitiazyna nie działa jako inhibitator acetylocholinoesterazy, w przeciwieństwie do insektycydów fosforanoorganicznych i karbaminianowych. Podczas gdy nitiazyna miała pożądaną swoistość (np. małą toksyczność dla ssaków), nie była fotostabilna (załamuje się pod wpływem światła), więc nie była zdolna do użycia komercyjnego. Neonikotynoidy zostały opracowane w wyniku braku komercyjnego sukcesu nitiazyny. Pierwszy komercyjny neonikotynoid, imidakloprid, został opracowany przez firmę Bayer.
Większość neonikotynoidów jest rozpuszczalna w wodzie i ulega powolnemu rozkładowi w środowisku, więc są z łatwością wchłaniane przez roślinę i stanowią ochronę przed owadami podczas jej wzrostu. W późnych latach 90. ta klasa pestycydów, pierwotnie imidaklopridów, była szeroko stosowana. W początkach XXI wieku, dwa inne neonikotynoidy, klotianidyna i tiametoksan, zostały wprowadzone do powszechnego użytku. Obecnie prawie każda kukurydza, która jest sadzona na środkowym wschodzie Stanów Zjednoczonych, jest pryskana jednym z tych dwóch insektycydów i różnymi środkami grzybobójczymi. W dodatku, większość upraw soi jest także opryskiwanych insektycydem neonikotynoidowym, najczęściej tiametoksamem. Klotianidyna jest jedną z najbardziej toksycznych substancji dla pszczół miodnych.

## Rejestracja w Agencji Ochrony Środowiska
Agencja Ochrony Środowiska (EPA)ustanowiła 15-letni cykl przeglądów rejestracji wszystkich pestycydów. Jako że wszystkie neonikotynoidy zostały zarejestrowane po 1984, nie było potrzeby ponownie ich rejestrować. EPA zezwoliła na warunkową lub tymczasową rejestrację klotianidyny w 2003. Taka sama decyzja została podjęta w stosunku do tiametoksamu. Imidakloprid został zarejestrowany w 1994 (nie był warunkowo zarejestrowany). EPA obecnie re-ewaluuje bezpieczeństwo neonikotynoidów.
Najwcześniej nowy werdykt w sprawie imidaklopridu zostanie wydany w 2016, a dla klotianidyny i tiametoksamu w 2017. Przegląd rejestracji etykiety dla imidaklopridu został rozpoczętyw grudniu 2008, a nitiazyny w marcu 2009. Tematy zgłoszone do przeglądu zawierały niepewność co do wpływu neonikotynoidów na gatunki zapylaczy, odnoszącą się do raportów o incydentach ginięcia pszczół. EPA stwierdza, „Aby zapewnić lepsze „poziom odniesienia” dla neonikotynoidów jako całości oraz jak najlepiej skorzystać z nowych badań, gdy będą one dostępne, pozostałe neonikotynoidy (acetamiprid, klotianidyna, dinotefuran, tiaklopridu i tiametoksamu) będą podmiotem przeglądu rejestracji w 2012.

## Użycie
Imidakloprid, przedstawiciel neonikotynoidów, jest skuteczny wobec owadów ssących, niektórych owadów żujących, owadów glebowych, a także jest wykorzystywany do zwalczania pcheł zwierząt domowych. Imidakloprid jest prawdopodobnie najczęściej używanym środkiem owadobójczym, zarówno w grupie o swoim profilu działania, jak i na światowym rynku. Obecnie jest stosowany wobec gleby, nasion, drewna, pcheł zwierzęcych, jak również szkodników upraw w tym: zbóż, bawełny, zboża, roślin strączkowych, ziemniaków, owoców ziarnkowych, ryżu, darni i warzyw. Jest w szczególności skuteczny przeciwko owadom ssącym i pozostaje długo aktywny w resztkach. Imidaklopridu można dodawać do wody używanej do nawadniania roślin. Preparaty o kontrolowanym uwalnianiu imidaklopridu potrzebują 2-10 dni do uwolnienia 50% swej zawartości w wodzie. Dawki nanoszenia insektycydów neonikotynoidowych są znacznie niższe niż w starszych, tradycyjnie stosowanych insektycydach.

## Powiązanie ze spadkiem populacji pszczół
Początkowo stwierdzono niską toksyczność nikotynoidów dla wielu pożytecznych owadów, w tym pszczół, jednak ostatnio ten wniosek został podany w wątpliwość. Najnowsze badania wskazują na potencjalną toksyczność dla pszczół i innych pożytecznych owadów poprzez niewielki poziom zanieczyszczenia nektaru i pyłku neonikotynoidowymi insektycydami stosowanymi w rolnictwie. Mimo że te niskie poziomy ekspozycji zwykle nie zabijają pszczół bezpośrednio, mogą wpływać na zdolność pszczół do poszukiwania nektaru, uczenia się, zapamiętywania lokalizacji kwiatów, a także może wpłynąć na ich zdolność do znalezienia drogi powrotnej do gniazda lub roju.
Kilka ostatnich badań wskazuje na związek z powszechnie obecnie znanym zjawiskiem nazwanym zespołem masowego ginięcia pszczoły miodnej, które wyniszcza populacje pszczół na całym świecie od około 2006 roku. Badanie przeprowadzone w 2012 sugeruje, że neonikotynoidy mogą niekorzystnie wpływać na wzrost kolonii trzmieli i płodność królowej, które to mogą być powiązane z ogólnoświatowym zmniejszeniem liczby dzikich pszczół.
W 2012 roku, kilka niezależnych badań wykazało, że neonikotynoidy mogą wpływać na pszczoły poprzez ekspozycję na kurz, pyłki i nektaroraz toksyczność sub-nanogramu, która spowodowała zaburzenie powrotu do ula bez natychmiastowej śmiertelności. Jest to pierwszy objaw CCD(colony collapse disorder). Badania wykazały również wysoką trwałość neonikotynoidów w rolniczych kanałach nawadniających oraz w glebie. Raporty te spowodowały konieczność poddania ich ponownej ocenie przez Europejski Urząd ds. Bezpieczeństwa Żywności, w wyniku której w styczniu 2013 stwierdził, że neonikotynoidy stwarzają zbyt duże zagrożenie dla pszczół, a sponsorowane przez przemysł badania na które agencje regulacyjne się powoływały mogą być wadliwe i zawierają kilka poważnych uchybień, które wcześniej nie były uwzględniane.
W zakończeniu przeglądu sformułowano następujące wnioski: „Stwierdzono wysokie zagrożenie dla pszczół miodnych będące skutkiem przenoszenia przez pszczoły pyłu przygotowanego do zaprawiania nasion kukurydzy, rzepaku i zbóż. Zidentyfikowano wysokie zagrożenie wynikające również z ekspozycji pszczół na pozostałości w nektarze lub w pyłku.”. David Goulson, autor jednego z badań naukowych, skłonił Europejski Urząd do spraw Bezpieczeństwa Żywności (EFSA) do weryfikacji swojego stanowiska. Zasugerował, że przemysłowe badania dotyczące neonikotynoidów mogły celowo wprowadzać w błąd agencje regulujące. Brytyjski parlament poprosił producenta Bayer CropScience by wyjaśnił rozbieżności w przedstawionych dowodach, które Bayer dostarczył w trakcie dochodzenia.
Opublikowane w 2012 dwuletnie badania wykazały obecność dwóch insektycydów neonikotynoidowych, klotianidyny i tiametoksamu, w martwych pszczołach oraz wokół uli znajdujących się w pobliżu pól uprawnych. Pozostałe pszczoły w ulach wykazywały nieskoordynowane ruchy, drgawki oraz konwulsje, wszystkie objawy zatrucia insektycydami. Obecność insektycydów była stwierdzana na niskim poziomie w glebie w okresie do dwóch lat po tym jak ziarno zostało zasiane, na pobliskich kwiatach mniszka lekarskiego oraz w pyłku kukurydzy zbieranym przez pszczoły. Nasiona opryskiwane insektycydem pokryte są lepką substancją służącą do kontroli poziomu ich uwalniania do środowiska. Są one również pokryte talkiem dla ułatwienia procesu ich sadzenia przez urządzenia rolnicze, który powoduje uwalnianie ich do środowiska w dużych ilościach. Badania wykazały, iż uwolniony do środowiska talk miał do około 700 tys. razy większy poziom insektycydów niż śmiertelna dawka dla pszczoły. Według badań, „Cokolwiek znajdywało się na nasionach było uwalniane do środowiska. Ten materiał jest tak skoncentrowany, że nawet niewielkie ilości lądujące na roślinach kwiatowych w polu mogą zabić poszukiwaczy lub mogą zostać przetransportowane do ula w zanieczyszczonym pyłku. Być może dlatego znaleziono te insektycydy w pyłku, które pszczoły zebrały i przyniosły z powrotem do swoich uli.” Testy wykazały również obecność neonikotynoidów w pyłku kukurydzy, który pszczoły przynosiły z powrotem do uli. Neonikotynoidy były na poziomie 100 części na miliard, ilości wystarczającej by zabić pszczoły w przypadku wysokiego spożycia
W lipcu 2010 r. holenderski toksykolog Dr. Henk Tennekes opublikował pracę naukową badającą toksyczność neonikotynoidowych pestycydów w stosunku do czasu ekspozycji. W odniesieniu do swoich badań opublikował książkę o nazwie „Disaster in the Making”. W książce poruszony jest wpływ neonikotynoidów na układ odpornościowy pszczół. Wyświetlony w 2009 roku film dokumentalny „Vanishing of the Bees”, ukazuje związek pomiędzy stosowanymi pestycydami neonikotynoidowymi a zjawiskiem CCD jako fakt.

## Wpływ na środowisko
W 2008 roku w Niemczech wycofano klotianidynę z użycia na nasionach kukurydzy po wypadku, który spowodował śmierć milionów pszczół miodnych znajdujących się w pobliżu uprawy. Dochodzenie wykazało, że incydent został spowodowany przez kombinację czynników, wśród których występowały: niewykorzystanie polimerowej osłony nasion, znanej jako „sticker”; warunki pogodowe, które doprowadziły do rozpoczęcia sadzenia w późniejszym okresie, gdy pobliskie uprawy rzepaku były w rozkwicie; typ napędzanego powietrzem sprzętu używanego do siewu ziarna, który najwyraźniej wywiał pył klotianidowy znad nasion w powietrze, gdy nasiona zostały wyrzucone z maszyny do gruntu; sucha i wietrzna pogoda, przez którą pył został wywiany na pobliskie pola rzepaku, skąd pszczoły miodne czerpały pokarm oraz wyższy wskaźnik użycia, zatwierdzony ze względu na dotkliwą inwazję robaka atakującego korzenie. Użycie klotianidyny na rzepaku zostało przez krótki czas zakazane, jednakże po dochodzeniu, które wykazało, że problemy dotyczące nasion kukurydzy nie dotyczą rzepaku, użycie klotianidyny zostało przywrócone pod warunkiem, że pestycyd będzie „przymocowany” do nasion rzepaku poprzez dodatkowy „sticker”, w związku z czym pył nie będzie wypuszczany w powietrze.
W 2009 roku niemiecki Urząd Federalny ds. Ochrony Konsumentów i Bezpieczeństwa Żywności postanowił kontynuować zawieszenie zezwolenia na stosowanie klotianidyny w przypadku kukurydzy, gdyż nie zostało jeszcze w pełni wyjaśnione w jakim zakresie i w jaki sposób dochodzi do kontaktu pszczół z aktywną substancją występującą w pestycydach należących do grupy neonikotynoidów (klotianidyna, tiametoksam i imidakloprid), gdy są używane na kukurydzy. Co więcej, w wyniku nowych odkryć pojawiła się wątpliwość czy krople cieczy pobierane z roślin przez pszczoły mogą powodować dodatkowe ryzyko. Zaprawianie nasion neonikotynoidami jest zabronione we Włoszech, ale użycie ich na liściach jest dozwolone. Decyzja ta została podjęta na podstawie wstępnych badań monitoringowych wskazujących na fakt, że straty w pszczołach były skorelowane ze stosowaniem zaprawionych tymi związkami nasion; decyzję oparto także na znanej wysokiej toksyczności tych związków dla owadów zapylających. Zaprawianie nasion słonecznika i kukurydzy imidaklopridem jest zawieszone we Francji; zaprawianie innych nasion, jak buraka cukrowego i zbóż, jest dozwolone, tak samo jak stosowanie na liściach.

## Wpływ na ptaki, bezkręgowce wodne oraz faunę i florę
W marcu 2013 American Bird Conservancy opublikowało przegląd wpływu neonikotynoidów oparty na wynikach 200 badań przemysłowych, pozyskanych dzięki amerykańskiej ustawie o dostępie do informacji publicznej. Dokument wzywał do zakazu stosowania neonikotynoidów jako zapraw roślin z powodu ich toksyczności dla ptaków, bezkręgowców wodnych oraz innej fauny i flory.

## Wpływ na zdrowie
Badanie przeprowadzone na szczurach sugeruje, iż neonikotynoidy mogą wpływać niekorzystnie na ludzkie zdrowie, w szczególności na rozwijający się mózg.